# Ustawa antyterrorystyczna

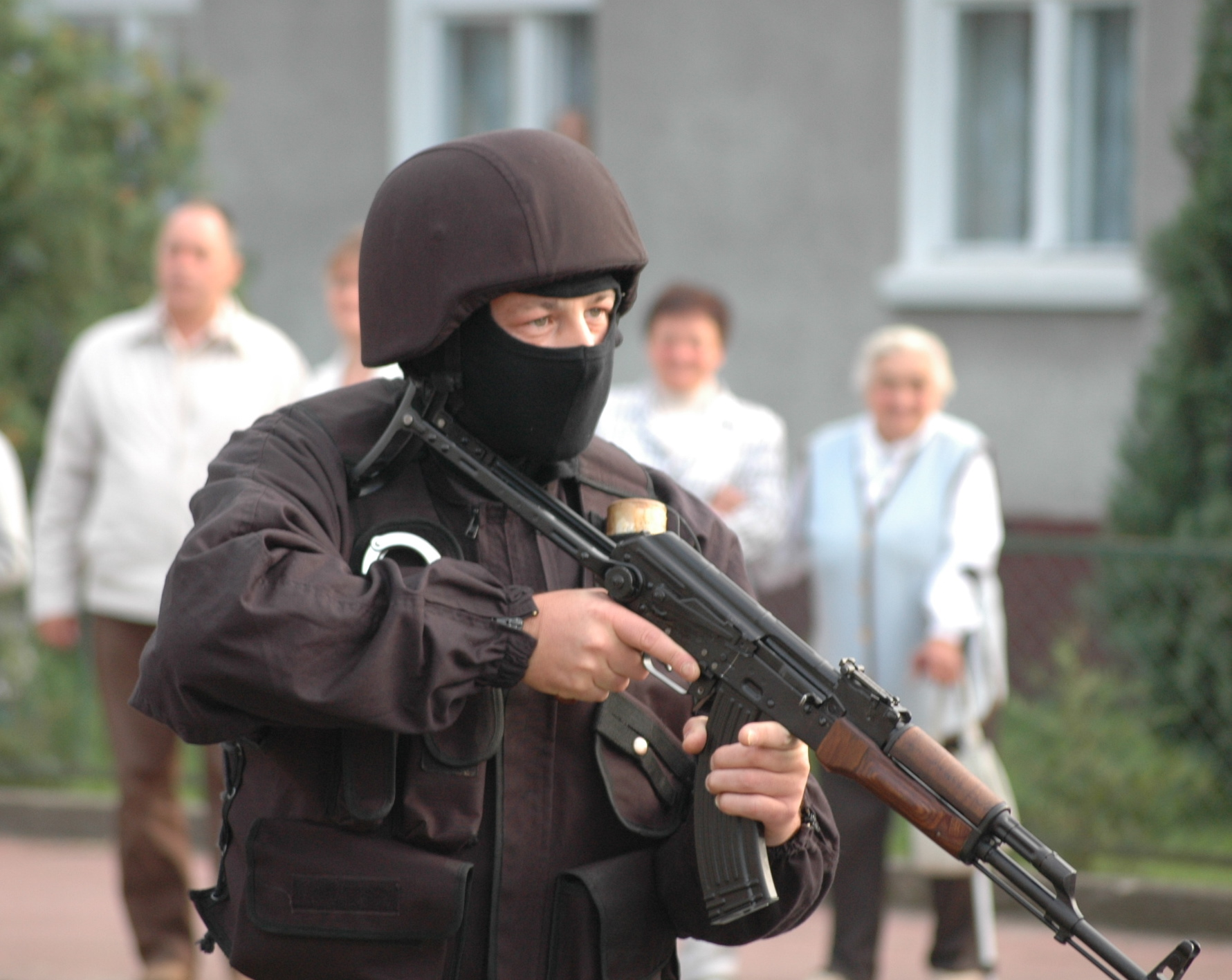
Antyterrorysta w Polsce

Ustawa antyterrorystyczna, właśc. ustawa z dnia 10 czerwca 2016 r. o działaniach antyterrorystycznych – polska ustawa określająca zasady prowadzenia przez polskie służby działań antyterrorystycznych oraz współpracy między organami właściwymi w zakresie prowadzenia tych działań.

## Projekt ustawy
Projekt ustawy o działaniach antyterrorystycznych został opublikowany przez Ministerstwo Spraw Wewnętrznych i Administracji kierowane przez Mariusza Błaszczaka 21 kwietnia 2016 i został skierowany do prac legislacyjnych w ramach rządu Beaty Szydło. W Kancelarii Prezesa Rady Ministrów osobami odpowiedzialnymi za opracowanie projektu byli ministrowie: Maciej Wąsik oraz Sebastian Chwałek.
16 maja 2016 projekt ustawy wpłynął do Sejmu, gdzie po przejściu sejmowej ścieżki legislacyjnej głosowany był 10 czerwca (249 głosów za, 173 przeciw, 10 wstrzymało się). Senat nie wniósł żadnych poprawek. Prezydent RP Andrzej Duda podpisał ustawę 22 czerwca 2016. Ustawa weszła w życie 2 lipca 2016.

## Główne założenia ustawy
Celem ustawy antyterrorystycznej było zapewnienie odpowiednich sankcji prawno-organizacyjnych w związku z narastającymi zagrożeniami terrorystycznymi. Przepisy dotychczasowe nie zapewniały docelowej współpracy między podmiotami. Służby polskie musiały wyrażać pełną gotowość do rozpoznawania i oceniania zagrożeń, a w przypadku ataku do podejmowania natychmiastowych działań. Należało wypracować taki poziom współpracy, który zapewniałby stworzenie podstawy systemu angażującego wszystkie organizacje, instytucje oraz służby.

## Zakres regulacji
Ustawa jest podzielona na rozdziały:
- Rozdział 1. Przepisy ogólne (art. 1-3)
- Rozdział 2. Działania antyterrorystyczne zapobiegające zdarzeniom o charakterze terrorystycznym (art. 4-14)
- Rozdział 3. Stopnie alarmowe (art. 15-17)

1) ALFA - pierwszy stopień alarmowy
2) BRAVO - drugi stopień alarmowy
3) CHARLIE - trzeci stopień alarmowy
4) DELTA - czwarty stopień alarmowy
- Rozdział 4. Działania antyterrorystyczne na miejscu zdarzenia o charakterze terrorystycznym, w tym działania kontrterrorystyczne (art. 18-24)
- Rozdział 5. Przepisy szczególne dotyczące postępowania przygotowawczego (art. 25-26)
- Rozdział 6. Zmiany w przepisach (art. 27-58)
- Rozdział 7. Przepisy przejściowe, dostosowujące i przepis końcowy (art. 59-65).

## Stanowiska wobec ustawy
Rzecznik Praw Obywatelskich
Projekt ustawy wzbudził szereg wątpliwości Rzecznika Praw Obywatelskich Adama Bodnara w zakresie m.in. definicji pojęcia „zdarzenie o charakterze terrorystycznym”, prowadzenia przez szefa ABW wykazu osób podejrzanych, dostępu szefa ABW do danych zgromadzonych w rejestrach publicznych i ewidencjach, możliwości blokowania danych informatycznych, wprowadzenia obowiązku rejestrowania telefonicznych kart pre-paid, możliwości wydania decyzji o natychmiastowym wydaleniu cudzoziemca (również obywatela UE), mogącego prowadzić działalność terrorystyczną lub szpiegowską, wprowadzenia tzw. specjalnego użycia broni (art. 23), możliwość zastosowania tymczasowego aresztowania tylko na podstawie uprawdopodobnienia popełnienia, usiłowania lub przygotowania do popełnienia przestępstwa o charakterze terrorystycznym oraz w zakresie zmian wprowadzonych w kodeksie karnym.
11 lipca 2016 Rzecznik Praw Obywatelskich Adam Bodnar zaskarżył ustawę do Trybunału Konstytucyjnego podnosząc, że jest ona sprzeczna z Konstytucją RP, Kartą praw podstawowych Unii Europejskiej oraz Europejską konwencją praw człowieka.
Generalny Inspektor Ochrony Danych Osobowych (GIODO)
Generalny Inspektor Ochrony Danych Osobowych w opinii do rządowego projektu ustawy zwrócił uwagę na kwestię braku zapewnienia zewnętrznej kontroli przetwarzania zgromadzonych danych przez ABW. Zdaniem GIODO taka kontrola danych ABW powinna być sprawowana przez niezależny, autonomiczny organ (istniejący lub nowo powołany).
Fundacja Panoptykon
Według Fundacji Panoptykon ustawa niepotrzebnie zwiększa uprawnienia służb specjalnych i organów ścigania. Zdaniem tej organizacji niebezpieczeństwo nadużyć stwarza sytuacja, gdy szef Agencji Bezpieczeństwa Wewnętrznego może, zgodnie z ustawą, bez zgody sądu decydować o założeniu podsłuchu, zainstalowaniu ukrytej kamery czy prześwietlaniu korespondencji mailowej. Fundacja podważa też m.in. zasadność uprawnienia ABW, policji i Straży Granicznej do pobierania obrazu linii papilarnych, utrwalania wizerunku twarzy oraz pobierania materiału biologicznego (DNA) od cudzoziemców.
Fundacja ePaństwo
Opiniując rządowy projekt ustawy, Fundacja ePaństwo uznała przepisy za pozorną troskę o bezpieczeństwo i naruszanie prawa człowieka. Według tej organizacji ustawa nadmiernie ogranicza prawa człowieka cudzoziemców w Polsce. Fundacja skrytykowała także obowiązek rejestrowania komórkowych kart pre-paid.